# آرثر بيل
آرثر بيل (1869 - 20 يونيو 1946) (بالإنجليزية: Arthur Bell)‏ هو لاعب كريكت نيوزلندي.

## وصلات خارجية
- آرثر بيل على موقع إي آس بي آن كريك إنفو (الإنجليزية)